# Liste der Gemeinden in der Woiwodschaft Pommern
Diese Liste führt alle Gemeinden in der Woiwodschaft Pommern in Polen auf. Die Woiwodschaft Pommern hat 22 Stadtgemeinden (polnisch gmina miejska), von denen vier Städte die Rechte eines Powiats haben (miasto na prawach powiatu), das heißt „kreisfrei“ sind. Daneben gibt es 20 Stadt-und-Land-Gemeinden (gmina miejsko-wiejska), deren Hauptort die Stadtrechte hat und 81 Landgemeinden (gmina wiejska). Sopot (Zoppot) ist die kleinste kreisfreie Stadt und die Stadtgemeinde Krynica Morska (Kahlberg) die kleinste Gemeinde Polens.

## Kreisfreie Städte
1. Gdańsk (Danzig) 470.805 Einwohner
2. Gdynia (Gdingen) 244.969 Einwohner
3. Słupsk (Stolp) 89.780 Einwohner
4. Sopot (Zoppot) 35.286 Einwohner

Słupsk ist Kreisstadt des Powiat Słupski, gehört diesem jedoch nicht an. Danzig ist namensgebend für den Powiat Gdański.

## Stadtgemeinden
1. Chojnice (Konitz) – 39.647 Einwohner, Powiat Chojnicki
2. Człuchów (Schlochau) – 13.479, Powiat Człuchowski
3. Hel (Hela) – 3212, Powiat Pucki
4. Kościerzyna (Berent) – 23.778, Powiat Kościerski
5. Krynica Morska (Kahlberg) – 1290, Powiat Nowodworski
6. Kwidzyn (Marienwerder) – 38.329, Powiat Kwidzyński
7. Łeba (Leba) – 3541, Powiat Lęborski
8. Lębork (Lauenburg) – 35.101, Powiat Lęborski
9. Malbork (Marienburg in Westpr.) – 38.101, Powiat Malborski
10. Pruszcz Gdański (Praust) – 31.578, Powiat Gdański
11. Puck (Putzig) – 11.139, Powiat Pucki
12. Skórcz (Skurz) – 3603, Powiat Starogardzki
13. Starogard Gdański (Preußisch Stargard) – 47.272, Powiat Starogardzki
14. Reda (Rheda) – 26.707, Powiat Wejherowski
15. Rumia (Rahmel) – 49.536, Powiat Wejherowski
16. Tczew (Dirschau) – 59.430, Powiat Tczewski
17. Ustka (Stolpmünde) – 15.199, Powiat Słupski
18. Wejherowo (Neustadt in Westpreußen) – 49.099, Powiat Wejherowski

Einwohnerzahlen vom 31. Dezember 2020

## Stadt-und-Land-Gemeinden
1. Brusy (Bruß) – 14.627 Einwohner, Powiat Chojnicki
2. Bytów (Bütow) – 25.372, Powiat Bytowski
3. Czarna Woda (Schwarzwasser) – 3131, Powiat Starogardzki
4. Czarne (Hammerstein) – 8949, Powiat Człuchowski
5. Czersk (Czersk) – 21.604, Powiat Chojnicki
6. Debrzno (Preußisch Friedland) – 8959, Powiat Człuchowski
7. Dzierzgoń (Christburg) – 9210, Powiat Sztumski
8. Gniew (Mewe) – 15.286, Powiat Tczewski
9. Jastarnia (Heisternest) – 3626, Powiat Pucki
10. Kartuzy (Karthaus) – 34.037, Powiat Kartuski
11. Kępice (Hammermühle) – 8941, Powiat Słupski
12. Kobylnica (Kublitz) – 13.211, Powiat Słupski
13. Miastko (Rummelsburg in Pommern) – 19.315, Powiat Bytowski
14. Nowy Dwór Gdański (Tiegenhof) – 17.607, Powiat Nowodworski
15. Nowy Staw (Neuteich) – 7580, Powiat Malborski
16. Pelplin (Pelplin) – 16.021, Powiat Tczewski
17. Prabuty (Riesenburg) – 12.998, Powiat Kwidzyński
18. Skarszewy (Schöneck in Westpreußen) – 14.958, Powiat Starogardzki
19. Sztum (Stuhm) – 18.182, Powiat Sztumski
20. Władysławowo (Großendorf) – 15.293, Powiat Pucki
21. Żukowo (Zuckau) – 42.364, Powiat Kartuski

Einwohnerzahlen vom 31. Dezember 2020

## Landgemeinden
1. Bobowo (Bobau) – 3199 Einwohner, Powiat Starogardzki
2. Borzytuchom (Borntuchen) – 3399, Powiat Bytowski
3. Cedry Wielkie (Groß Zünder) – 6986, Powiat Gdański
4. Cewice (Zewitz) – 7621, Powiat Lęborski
5. Chmielno (Chmelno) – 7872, Powiat Kartuski
6. Choczewo (Chottschow) – 5446, Powiat Wejherowski
7. Chojnice – 19.498, Powiat Chojnicki
8. Czarna Dąbrówka (Schwarz Damerkow) – 5946, Powiat Bytowski
9. Człuchów – 11.215, Powiat Człuchowski
10. Damnica (Hebrondamnitz) – 6080, Powiat Słupski
11. Dębnica Kaszubska (Rathsdamnitz) – 9495, Powiat Słupski
12. Dziemiany (Dzimianen) – 4425, Powiat Kościerski
13. Gardeja (Garnsee) – 8387, Powiat Kwidzyński
14. Główczyce (Glowitz) – 8880, Powiat Słupski
15. Gniewino (Gnewin) – 7456, Powiat Wejherowski
16. Kaliska (Dreidorf) – 5436, Powiat Starogardzki
17. Karsin (Karßin) – 6260, Powiat Kościerski
18. Koczała (Flötenstein) – 3327, Powiat Człuchowski
19. Kolbudy (Ober Kahlbude) – 18.165, Powiat Gdański
20. Kołczygłowy (Alt Kolziglow) – 4232, Powiat Bytowski
21. Konarzyny (Groß Konarczyn) – 2285, Powiat Chojnicki
22. Kosakowo (Kossakau) – 16.419, Powiat Pucki
23. Kościerzyna – 16.196, Powiat Kościerski
24. Krokowa (Krockow) – 10.810, Powiat Pucki
25. Kwidzyn – 11.435, Powiat Kwidzyński
26. Łęczyce (Lanz) – 12.102, Powiat Wejherowski
27. Lichnowy (Groß Lichtenau) – 4618, Powiat Malborski
28. Linia (Linde) – 6459, Powiat Wejherowski
29. Liniewo (Lilienfelde) – 4609, Powiat Kościerski
30. Lipnica (Liepnitz) – 5202, Powiat Bytowski
31. Lipusz (Lippusch) – 3772, Powiat Kościerski
32. Lubichowo (Lubichow) – 6717, Powiat Starogardzki
33. Luzino (Lusin) – 16.855, Powiat Wejherowski
34. Malbork (Marienburg) – 4858, Powiat Malborski
35. Mikołajki Pomorskie (Niklaskirchen) – 3613, Powiat Sztumski
36. Miłoradz (Mielenz) – 3341, Powiat Malborski
37. Morzeszczyn (Morroschin) – 3649, Powiat Tczewski
38. Nowa Karczma (Neukrug) – 7057, Powiat Kościerski
39. Nowa Wieś Lęborska (Neuendorf) – 13.786, Powiat Lęborski
40. Osieczna (Hagenort) – 2887, Powiat Starogardzki
41. Osiek (Osseck) – 2373, Powiat Starogardzki
42. Ostaszewo (Schöneberg) – 3206, Powiat Nowodworski
43. Parchowo (Parchau) – 3842, Powiat Bytowski
44. Potęgowo (Pottangow) – 6821, Powiat Słupski
45. Pruszcz Gdański – 32.184, Powiat Gdański
46. Przechlewo (Prechlau) – 6273, Powiat Człuchowski
47. Przodkowo (Seefeld) – 9932, Powiat Kartuski
48. Przywidz (Mariensee) – 5997, Powiat Gdański
49. Pszczółki (Hohenstein) – 9927, Powiat Gdański
50. Puck (Putzig) – 27.069, Powiat Pucki
51. Redzikowo (Reitz) – 18.528, Powiat Słupski
52. Ryjewo (Rehhof) – 5812, Powiat Kwidzyński
53. Rzeczenica (Stegers) – 3633, Powiat Człuchowski
54. Sadlinki (Sedlinen) – 6002, Powiat Kwidzyński
55. Sierakowice (Sierakowitz) – 20.361, Powiat Kartuski
56. Skórcz – 4639, Powiat Starogardzki
57. Smętowo Graniczne (Schmentau) – 5171, Powiat Starogardzki
58. Smołdzino (Schmolsin) – 18.528, Powiat Słupski
59. Somonino (Semlin) – 10.945, Powiat Kartuski
60. Stara Kiszewa (Kischau) – 6826, Powiat Kościerski
61. Stare Pole (Altfelde) – 4706, Powiat Malborski
62. Starogard Gdański – 16.865, Powiat Starogardzki
63. Stary Dzierzgoń (Alt Christburg) – 3895, Powiat Sztumski
64. Stary Targ (Altmark) – 6204, Powiat Sztumski
65. Stegna (Steegen) – 9713, Powiat Nowodworski
66. Stężyca (Stendsitz) – 10.765, Powiat Kartuski
67. Studzienice (Stüdnitz) – 3788, Powiat Bytowski
68. Subkowy (Subkau) – 5499, Powiat Tczewski
69. Suchy Dąb (Zugdam) – 4248, Powiat Gdański
70. Sulęczyno (Sullenschin) – 5616, Powiat Kartuski
71. Szemud (Schönwalde) – 18.620, Powiat Wejherowski
72. Sztutowo (Stutthof) – 3622, Powiat Nowodworski
73. Tczew – 15.335, Powiat Tczewski
74. Trąbki Wielkie (Groß Trampken) – 11.242, Powiat Gdański
75. Trzebielino (Treblin) – 3706, Powiat Bytowski
76. Tuchomie (Groß Tuchen) – 4312, Powiat Bytowski
77. Ustka (Stolpmünde) – 8295, Powiat Słupski
78. Wejherowo – 27.177, Powiat Wejherowski
79. Wicko (Vietzig) – 6034, Powiat Lęborski
80. Zblewo (Hochstüblau) – 11.959, Powiat Starogardzki

Einwohnerzahlen vom 31. Dezember 2020